# Jürgen Blum (Physiker)
Jürgen Blum (* 1962, aufgewachsen in Hirzenhain, Hessen) ist ein deutscher Physiker. 
1990 wurde er an der Universität Heidelberg promoviert. An der Universität Jena habilitierte er sich 1999. 
2003 folgte er dem Ruf auf eine Professur an der Technischen Universität Braunschweig. 
Zwischen Promotion und Habilitation arbeitete Blum am Max-Planck-Institut für Kernphysik, am Max-Planck-Institut für extraterrestrische Physik und am Naval Research Laboratory in Washington. 
Seine Forschungs-Schwerpunkte sind die Sternenstaub und  Planeten-Entstehung.